# 杜宇航
杜宇航（Dennis To Yu Hang，1981年1月1日—），祖籍廣東省佛山市西樵鎮，曾為香港武術代表隊成員，現為演員。

## 生平
杜宇航生於英屬香港。六歲已經習武的杜宇航，中學時期就讀於香港的梁文燕紀念中學（沙田），求學時期甚為低調以致師生中竟無人得知他懂得武術。中五畢業後參加比賽，18歲開始獲獎，成為香港最年輕的武術冠軍。曾赢得全港長拳和劍術冠軍，也曾在國際武術錦標賽赢得長拳冠軍。1999年於第五屆世界武術錦標賽奪得男子長拳金牌，於2002年亞運會上奪得長拳全能銀牌；在2005年東亞運動會中，連同周定宇和陳少傑獲得男子對練金牌，三人被合稱為「香港武林三傑」。2007年，正式加入娛樂圈，並與新視線簽約。
「香港國藝娛樂」重點栽培藝人，在台灣的經紀約則簽給電影《葉問》、《葉問前傳》台灣發行公司「華映娛樂」。
他與師妹陳嘉桓皆為葉準徒孫。2014與香港國藝娛樂解約，現為自由藝人。

## 演出作品

### 電視劇
- 2007年 龍虎門（上海新視線）
- 2011年 一諾千金 （未拍攝）

### 電影
- 2008年 葉問 飾 胡威
- 2009年 中環風雲[來源請求]
- 2009年 十月圍城 飾 殺手聶忠清
- 2010年 葉問2 飾 鄭偉基
- 2010年 葉問前傳 飾 青年葉問
- 2010年 生炒糯米飯（香港四重奏）之一
- 2011年 蔡李佛（客串）4月22日上映
- 2011年 夏日戀一戀（客串）
- 2011年 競雄女俠·秋瑾 飾 徐錫麟（8/25 中港首映）
- 2011年 大武當 飾 白龍道長
- 2011年 港都 飾 宮立
- 2011年 辛亥革命 飾 熊秉坤
- 2012年 Z-108棄城（客串）
- 2013年 笑功震武林（客串） 飾 洛豪
- 2018年 功夫联盟 饰 叶别问
- 2019年 霍元甲之精武天下 飾 霍元甲
- 2019年 宗師葉問 飾 葉問
- 2021年 金錢帝國：追虎擒龍 飾 廉政公署調查員

### 主持
- 2008年 新春金鼠全攻略--情人全攻略 九宫飞星（亞洲電視）
- 2008年  用心看世界 第六集 青山腹地 （道教電視頻道）

### 廣告代言
- 信貸：第一信用財務
- 男士修身
- 「衍生行」骨骼健活络油
- 金至尊集團系列代言人
- 巴黎雪完美PXE男士潔面乳廣告
- 必勝客：葉問篇（川味椒麻雞&壽喜燒牛）
- 遊戲：愛國之心《十虎》
- Jaguar Watch 手錶代言人（馬來西亞地區）
- 香港航空「航空服務推廣大使」

## 曾獲獎項

### 電影
- 2011年：第三十屆香港電影金像獎以葉問2、葉問前傳雙名額入圍最佳新演員獎
- 2011年：第6屆香港電影導演會年度大獎“年度新演員 金獎”

### 武術
- 1999年：第五屆世界武術錦標賽男子長拳金牌、可口可樂傑出運動員
- 2001年：第六屆世界武術錦標賽－長拳亞軍、刀術亞軍、棍術季軍
- 2002年：亞洲運動會－長拳全能銀牌
- 2003年：第七屆世界武術錦標賽－長拳季軍、刀術亞軍、對練亞軍
- 2004年：亞洲武術錦標賽－棍術亞軍、對練亞軍
- 2005年：東亞運動會－男子對練金牌

### 其他
- 2006年：香港特區授勳－行政長官社區服務獎
- 2008年：北京奥運－香港站火炬手（13號）

## 外部網站
- 杜宇航的新浪微博
- 杜宇航在互联网电影资料库（IMDb）上的資料（英文）
- 杜宇航在香港影庫上的簡介
- 杜宇航經紀公司 華映娛樂
- （页面存档备份，存于）